# Masunoyama Tomoharu
Masunoyama Tomoharu  (舛ノ山 大晴?), all'anagrafe Katō Tomoharu (Sakae, 1º novembre 1990) è un lottatore di sumo giapponese.

## Primi anni
Il padre giapponese e la madre filippina, entrambi appassionati di sumo, lo spronano sin da piccolo a praticare questo sport.
Inizia così già dalle elementari al sumo club della città di Narita. Alle scuole medie, non provviste di alcun club di sumo, si va ad allenare alla scuola superiore a Kashiwa e partecipa anche a gare nazionali di sumo amatoriale. Ottenuto il diploma di scuola media inferiore, causa divorzio dei genitori, si trasferisce nelle Filippine nella città di Iloilo. Fara' ritorno in Giappone solo nel maggio 2006.

## Carriera

### Prima del debutto
Appena rientrato in Giappone fa subito domanda per essere accettato nella Chiganoura beya.

### Primi anni
Nel luglio del 2006 il debutto in maezumo. Due anni dopo nel marzo 2008 il primo e unico yūshō conquistato nella divisione Sandanme. Nel novembre 2011 la promozione a Jūryō dove, grazie alla presentazione dell'ex Jūryō, divenendo così, insieme a Takayasu il primo lottatore di sumo professionista nato nell'era heisei. Nel luglio dell'anno successivo con uno score di 11-4 arriva a disputare il ketteisen contro Myōgiryū. Perde l'incontro, non riesce a ottenere lo yūshō ma si assicura la promozione in Makuuchi.

### Ingresso in Makuuchi
Purtroppo per Masunoyama nella quarta giornata del primo torneo in Makuuchi durante l'incontro con Tochinowaka si infortuna alla gamba destra non potendo più gareggiare per tutto il resto del Basho. Rimarrà retrocesso fra i Jūryō per ben quattro tornei prima di poter nuovamente risalire nella divisione superiore. Sarà così che nel luglio del 2012 termina le quindici giornate del torneo con il suo miglior risultato mai ottenuto in Makuuchi: uno score di 11-4 e un premio speciale per lo spirito combattivo.

## Informazioni personali
Nel 2010 a Masunoyama è stato diagnosticata una malformazione al cuore (difetto interatriale). In più avendo i polmoni più piccoli rispetto a una persona normale durante gli allenamenti è solito usare una bombola di ossigeno in caso di eccessivo affaticamento. Questi problemi fisici lo portano ad respirare affannosamente alla fine di ogni scontro, caratteristica che però lo ha reso anche molto simpatico alla folla.

## Stile di combattimento
Considerati i problemi cardiaci Masunoyama è costretto a vincere gli incontri in tempo molto rapido, ragion per cui usa prevalentemente tecniche di yotsu, e osu. Le kimarite prevalentemente usate sono oshidashi, yorikiri e tsukiotoshi.